# Uesugi Kagekatsu
Uesugi Kagekatsu (上杉 景勝, Província de Echigo, 8 de janeiro de 1556 – Yonezawa, 19 de abril de 1623) foi um daimyō samurai japonês durante os períodos Sengoku e Edo. Ele era o filho adotivo de Uesugi Kenshin e cunhado de Uesugi Kagetora.

## Início da vida e ascensão
Kagekatsu era filho de Nagao Masakage, o chefe do clã Ueda Nagao e marido da irmã mais velha de Uesugi Kenshin, Aya-Gozen. Depois que seu pai morreu, ele foi adotado por Kenshin. Seu nome de infância era Unomatsu.
Em 1577, participou da Batalha de Tedorigawa. Após a morte de Kenshin em 1578, Kagekatsu lutou contra o outro filho adotivo de Kenshin, Uesugi Kagetora, pela herança, derrotando Kagetora no Cerco de Otate em 1578.
Em 1579, ele forçou Kagetora a cometer seppuku, e tornou-se chefe do clã Uesugi. Kagekatsu casou-se com a irmã de Takeda Katsuyori (filha de Takeda Shingen) após o Cerco de Otate.

## Conflito com Oda
Em 1579, Kagekatsu ganhou a vantagem e forçou Kagetora a cometer suicídio. Esta divisão sangrenta permitiu que os generais de Oda Nobunaga (liderados por Shibata Katsuie) conquistassem as terras dos Uesugi em Kaga, Noto e Etchu.
Em 1582, Kagekatsu liderou um exército em Etchu e foi derrotado pelas forças de Oda na Batalha de Tenjinyama. Ele retornou às pressas para Echigo quando soube que o general de Oda Mori Nagayoshi havia invadido Echigo em sua ausência.
Quando as forças de Oda sob o comando de Shibata Katsuie e Sassa Narimasa cercaram o castelo de Uozu em Etchu, no curso do qual vários importantes retentores Uesugi foram mortos, a fortuna de Kagekatsu parecia sombria. Kagekatsu enviou uma carta a Satake Yoshishige, seus aliados. Foi como uma nota de suicídio.
Por favor, não se preocupe conosco.
Nasci numa época boa. Vamos lutar contra mais de 60 províncias do Japão apenas com esta província de Echigo.
Se sobrevivermos, me tornarei um herói inigualável. Mesmo que sejamos destruídos, meu nome entrará para a história.
O castelo de Uozu caiu em 3 de junho de 1582, e Oda Nobunaga morreria dezoito dias depois, em Kyoto. Os Uesugi receberam um indulto com a morte de Nobunaga pouco depois.

## Serviço sob Hideyoshi
Kagekatsu fez aberturas amigáveis para Toyotomi Hideyoshi, e atacou os postos avançados do norte de Shibata Katsuie durante a Campanha de Shizugatake (1583) e passou a apoiar Hideyoshi durante a Campanha de Komaki (1584), na qual ele desempenhou um papel limitado ao lançar uma incursão em Shinano.
Como um general sob Toyotomi Hideyoshi, Kagekatsu participou da campanha de Odawara em 1590 sob Maeda Toshiie, e ganhou destaque para se tornar um membro do Conselho dos Cinco Anciãos. Originalmente possuindo um feudo de 550 000 koku na província de Echigo, Kagekatsu recebeu o feudo de Aizu, no valor de 1,2 milhão de koku quando Hideyoshi redistribuiu as propriedades em 1598. Após a morte de Hideyoshi, naquele ano, Kagekatsu então se aliou a Ishida Mitsunari, contra Tokugawa Ieyasu, como resultado de alguma disputa política.

## Campanha de Sekigahara
Pode-se dizer que a Campanha Sekigahara 1600 começou, pelo menos em parte, com Kagekatsu, que foi o primeiro daimyō a desafiar abertamente o clã Tokugawa. Ele construiu um novo castelo em Aizu, atraindo a atenção de Ieyasu, que exigiu que ele explicasse sua conduta na capital. Kagekatsu recusou, e Tokugawa começou os planos de liderar um exército de 50 000 homens ao norte contra ele. Ishida e Uesugi esperavam ocupar Tokugawa Ieyasu com esta luta no norte, distraíndo-o dos ataques de Ishida Mitsunari no oeste. Antecipando isso, Ieyasu permaneceu para envolver Mitsunari; seus generais Mogami Yoshiaki e Date Masamune lutariam contra Kagekatsu em Tōhoku (região norte de Honshu, a principal ilha do Japão). Kagekatsu tinha a intenção de mover sua força para o sul, atacando os Tokugawa a partir do nordeste, enquanto Ishida atacava a partir do oeste, mas ele foi derrotado muito cedo na campanha, em seu castelo no Cerco de Shiroishi e mais tarde no final da campanha no Cerco de Hasedo.

## Serviço sob Tokugawa
Ele declarando sua lealdade a Tokugawa após sua derrota na campanha de Sekigahara, Kagekatsu tornou-se um daimyō tozama (forasteiro); ele recebeu o Yonezawa han, no valor de 300 000 koku, na região de Tohoku. Kagekatsu lutou pelo xogunato Tokugawa contra o clã Toyotomi na Campanha de Osaka 1614-1615.

## Morte
Em 20 de março de 1623, Kagekatsu morreu em Yonezawa. Ele tinha entre 67 e 69 anos. Ele foi sucedido por Uesugi Sadakatsu, seu filho ilegítimo.

Os restos mortais de Kagekatsu foram depositados no Templo Shojoshin-in no Monte Koya, cidade de Koya, enquanto suas cinzas e vestido da corte e kabuto foram mantidos no mausoléu da família Uesugi localizado em Yonezawa, Prefeitura de Yamagata.